# Archerite
L'archérite est un minéral phosphaté de formule chimique (K,NH4)H2PO4. Elle se présente sous la forme de stalactites et de croûtes sur les murs et le sol. Ses cristaux font jusqu'à 2 mm de longueur. 

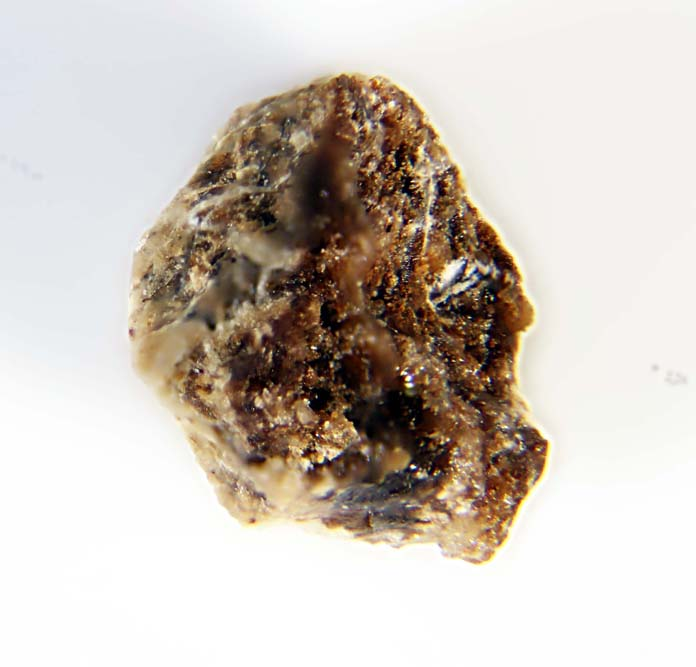

Étudiée en 1930 sous le terme de « dihydrogénophosphate de potassium (KH2PO4) », elle est décrite en tant que minéral en 1977. Son nom rend hommage au paléontologue australien Michael Archer (né en 1945), professeur de biologie à l'Université de Nouvelle-Galles du Sud et découvreur de la grotte appelée Petrogale et l'IMA lui a attribué le symbole Aht. Sa localité type (la grotte Petrogale) se trouve, à Madura Roadhouse dans le Comté de Dundas, en Australie occidentale. On la trouve dans des grottes contenant du guano, associée à de la whitlockite, de la weddellite, de la syngénite, de la stercorite, de la halite, de la biphosphammite de l'aphthalose,,.
La base de données minéralogique Mindat.org, en décompte 8 gisements dans le monde dont 3 en Australie.